# 八角广场站
八角广场站（匈牙利語：Oktogon），为匈牙利布达佩斯地铁1号线的一个车站，为地下站。该地铁站得名于附近的八角广场。该站采用明挖回填法施工。